# Cointreau
Pour les articles homonymes, voir Cointreau.
Cointreau est une marque de liqueur, un spiritueux à base d'écorces d'oranges douces et amères, et plus spécifiquement une liqueur triple sec.
Créée à Angers en 1849 par Édouard Cointreau, la marque appartient depuis 1989 à la société Cointreau filiale de Rémy Cointreau (cotée en Bourse).
Situé dans l'enceinte de la distillerie, un musée lui est dédié, le Carré Cointreau.

## Historique

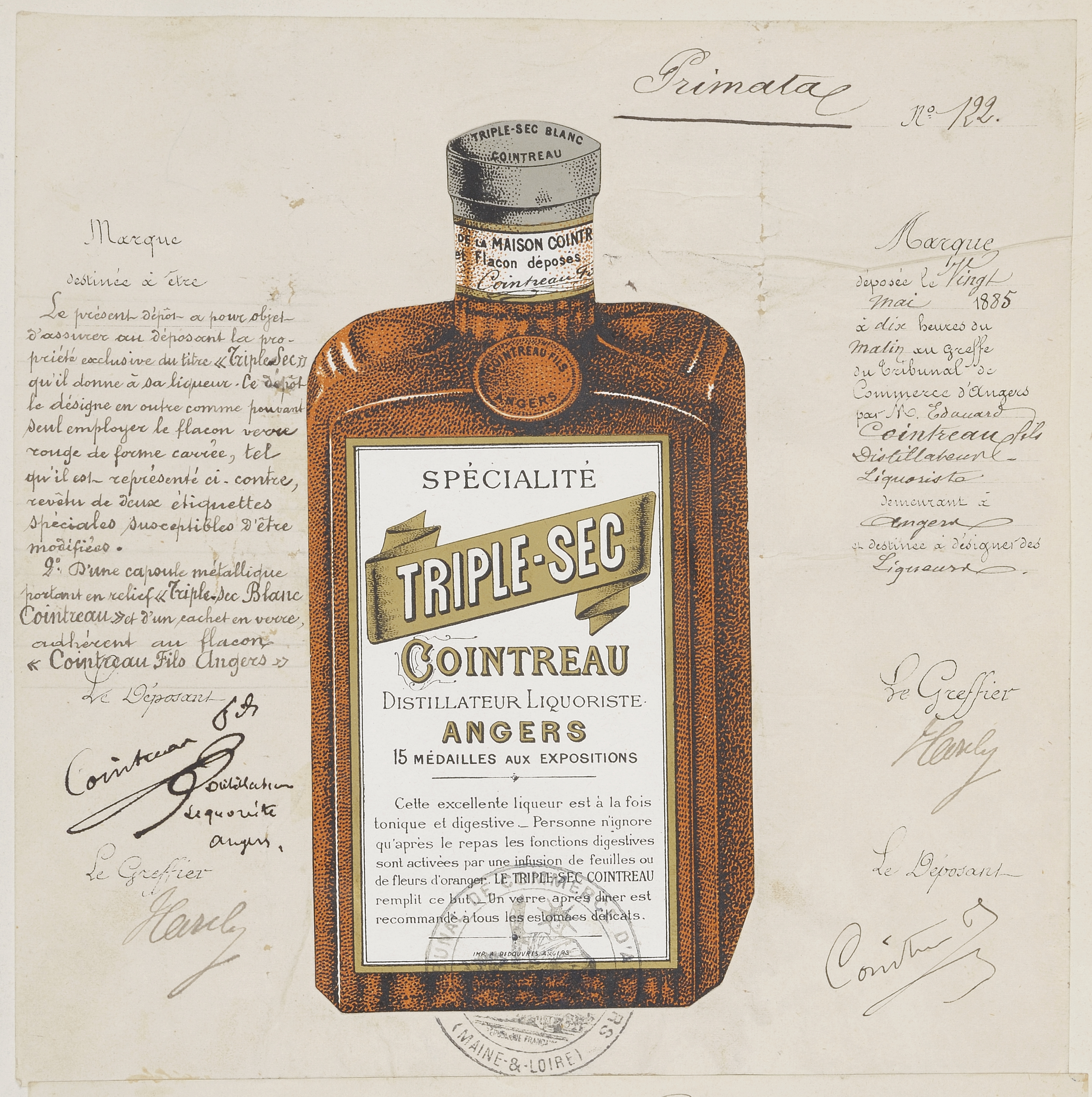
Enregistrement au greffe du tribunal de Commerce d’Angers le 20 mai 1885 à 10h00 (Archives départementales de Maine-et-Loire).

Bouteille de Cointreau pendant les Années 1970.

La distillerie Cointreau est fondée en 1849 rue Saint-Aubin à Angers par les frères Adolphe et Édouard-Jean Cointreau. Elle sera ensuite implantée rue Saint-Laud, place Molière et quai Gambetta. Leur premier succès est le guignolet, alcool de cerise dont la recette avait été oubliée jusqu'à ce qu'ils le reproduisent. En 1857, fort du succès de ses différentes liqueurs, l'entreprise déménage son site de production quai Gambetta, en bord de la Maine.
Édouard Cointreau invente en 1875 un nouveau procédé de distillation, pour obtenir un triple sec, un liquide transparent trois fois plus concentré en arômes et moins sucré que les productions de l'époque,. La liqueur Cointreau fait le succès définitif de l'entreprise. Elle obtient de nombreuses médailles et bénéficie d'une campagne publicitaire innovante, notamment une publicité cinématographique réalisée par un opérateur des Frères Lumière.
Cointreau est la première marque de « triple sec » déposée, attestée par le dépôt du 20 mai 1885 au greffe du tribunal de commerce d'Angers que l'on retrouve dans les archives départementales de l'Ouest.
Dans les années 1940, la marque ouvre une boutique sur l'avenue des Champs-Élysées à Paris, et s'exporte aux États-Unis, premier marché pour la liqueur d'orange. En 1969, la direction décide de déplacer les 20 cuves de distillation à proximité d'Angers, dans la nouvelle usine de Saint-Barthélemy-d'Anjou. En 1989, une fusion s'opère avec les cognacs Rémy Martin pour donner naissance à Rémy Cointreau. Pierre Cointreau, petit-fils d'Édouard développe la marque jusqu'à sa disparition en 2011,,,.

## Production
La distillerie Cointreau est située à Saint-Barthélemy-d'Anjou, près d'Angers en Maine-et-Loire. Les écorces d'oranges utilisées à la production proviennent du Brésil pour l'amer et de Séville pour le doux.
En 1993, 30 millions de flacons sont produits chaque année à Angers, dont 93 % sont destinés à l'exportation.

## Données financières
Au 31 mars 2018, la société Cointreau a réalisé un chiffre d'affaires de 53 801 700 € avec un effectif de 136 collaborateurs et l'exercice a été déficitaire de 2 045 000 €.

## Emblème
La maison Cointreau doit une part de sa notoriété à sa politique de communication, et ce, dès le XIXe siècle. En 1898, l'affichiste Tamagno invente le « Pierrot » pour la marque Cointreau, en s'inspirant d'une photographie de Nadar du mime Najac : son personnage publicitaire sera utilisé pendant 50 ans dans différents vecteurs de communication (cinéma, affiches, objets...). Jean-Adrien Mercier, peintre et affichiste, ami de Foujita et par ailleurs membre de la famille Cointreau, fait évoluer le Pierrot, emblème de la marque.
Dans un Abécédaire amoureux de l'Anjou publié en 2011, il est écrit qu'« aujourd’hui, la maison Cointreau a choisi une ambassadrice plus percutante que l’onirique Pierrot, remisé au placard dès les années cinquante. Ce n’est plus le pâlot Pierrot qui vous conseille un dernier petit coup pour la route, mais la pulpeuse Dita von Teese, éminente strip-teaseuse et actrice érotique, qui engloutit des cocktails en vous adressant un provocateur regard lascif. (...) Dita surfe sur la vague du porno chic, façon burlesque et chic européen, très à la mode outre Atlantique. Et cela tombe bien puisque près de la moitié des ventes se font aux États-Unis ».
Depuis 2015, Laetitia Casta est Directrice artistique de Cointreau.

## Musée Cointreau
La distillerie est partiellement ouverte au public dans le cadre d'un musée inauguré pour les 150 ans de l'entreprise en 1999. Le musée Cointreau, nommé « Le Carré Cointreau », présente sur 3 000 m2 près de 4 000 documents et objets exposés au cœur du site de production d'Angers,.
Le musée participe aux Journées européennes du patrimoine.

## Boissons dérivées
Le Zizi Coin Coin est un alcool à base de jus de citron et de Cointreau, produit près de Liège en Belgique.

## Cocktails
Le Cointreau est aussi bien utilisé comme boisson qu'en cuisine. En tant que triple sec, il est utilisé dans des recettes de cocktails dont la Margarita, le White Lady et le Cosmopolitan.